# إريك بروك (لاعب كرة قدم أمريكية)
اريك بروك (بالإنجليزية: Eric Brock)‏ هو لاعب كرة قدم أمريكية أمريكي، ولد في 4 أبريل 1985 في ألكسندر سيتي في الولايات المتحدة.

## وصلات خارجية
- اريك بروك على موقع مرجع كرة القدم المحترفة.كوم (الإنجليزية)